# حمرة بلاسم (الرقة)
حمرة بلاسم قرية سورية تتبع ناحية الكرامة في منطقة مركز الرقة في محافظة الرقة. بلغ عدد سكانها 2331 نسمة في عام 2004 حسب إحصاء المكتب المركزي للإحصاء.